# Buorchajská zátoka
Buorchajská zátoka (rusky Губа Буор-Хая) je záliv v jižní části moře Laptěvů, jihovýchodně od ústí řeky Leny. Administrativně patří do Republiky Sacha Ruské federace.

## Geografie a oceánografie
Do pevniny vniká v délce asi 120 km. Šířka při vchodu je 110 km, hloubka 13-18 metrů.
Řeka Omoloj je jedinou velkou řekou ústící do Buorchajské zátoky, její ústí se nachází v polovině východního pobřeží. Moře v této zátoce je každoročně asi devět měsíců zamrzlé a často zanesené ledovými krami. Uprostřed zátoky se nachází silně erozí poškozený ostrov Muostach, zbytek velké starověké pláně. 20 km západně od Muostachu se nachází skupina skalnatých ostrovů Karaulně Kamni. Východní hranici vymezuje mys Buor-Chaja.
V zátoce leží přístav Tiksi, který je důležitý pro lodní dopravu po Leně a také pro severní námořní cestu.
Slanost mořské vody v zátoce je 5 ‰. Příliv a odliv mají jen malý vliv, jejich rozsah je jen 30 cm. V posledních letech se zvyšuje počet dnů bez ledu v zátoce. To je doprovázeno erozí pobřeží, což způsobuje, že břeh například na Muostachu ustupuje o 3,1 metru za rok. Rozloha ostrova se za posledních 60 let zmenšila o 24 %.

## Historie
Buorchajská zátoka byla poprvé prozkoumána v roce 1739 během Velké severní expedice ruským polárníkem Dmitrijem Laptěvem. V letech 1902 až 1903 zde zimovala Zarja, loď ruské polární expedice Eduarda von Tollse.
Jako příspěvek ke 2. mezinárodnímu polárnímu roku zprovoznil Sovětský svaz v roce 1932 na jižním pobřeží polární stanici, kolem níž byla později vybudována osada Poljarka. V roce 1933 bylo o 6 kilometrů severněji založeno Tiksi. Další polární základny byly vybudovány na ostrově Muostach (1936), na mysu Buor-Chaja (1953) a na letišti Tiksi (1955). Po rozpadu SSSR byly polární stanice zredukovány na meteorologické stanice. V roce 2020 byla ve spolupráci s Finským meteorologickým institutem, americkým Národním úřadem pro oceán a atmosféru a americkou Národní vědeckou nadací založena hydrometeorologická observatoř Tiksi.
V roce 1934 musela dopravní loď Prončiščev přezimovat při ústí Omoloje, posádka se nakazila kurdějemi a kapitán zemřel.